# シーボルトハウス
日本博物館シーボルトハウス（オランダ語: Japanmuseum SieboldHuis）はオランダのライデン市にあるフィリップ・フランツ・フォン・シーボルトの旧宅である。2005年に博物館として開館している。

## シーボルトの旧宅
ラーベンブルグ通り19番地にあるこの建物は、16世紀初めに設立され、その後増改築が繰り返されている。ライデンに帰還したシーボルトは1832年にこの邸宅を1万3千ギルダーで購入し、1837年まで居住している。この邸宅で彼は『日本(Nippon)』を執筆している。彼が日本滞在中に収集したコレクションは邸宅にて公開され、その後オランダ王家に6万ギルダーで売却された後、ライデン民族学博物館などに収蔵された。
その後、建物はオランダ政府の所有となり、地方裁判所として使用された。日蘭交流400周年にあたる2000年に改装され、2005年3月に博物館として開館した。2000年5月25日には天皇皇后とオランダ国王ベアトリクスが来館した。日本博物館シーボルトハウスでは以来、2008年から毎年5月にヤパン・マルクトと銘打ったイベントを催している。
また、2005年には当館にて小泉純一郎首相(当時)とヤン・ペーター・バルケネンデ首相(当時)の首脳会談が行われた。
現在、日本博物館シーボルトハウスでは博物館事業の他にも日蘭文化交流事業を展開している。

## 収蔵品
日本博物館シーボルトハウスには国立民族学博物館の他、国立自然史博物館、ライデン大学付属国立植物標本館(現在のオランダ国立植物標本館)、ライデン大学図書館に分納されていた収集品の一部が集められ展示されている。
現在、展示室にてシーボルトが収集した日用雑貨や仏具、絵画、日本で使用した医療器具、日本の家屋や船の模型が展示されている。動物の標本には、長崎で飼育しオランダに連れ帰ったニホンカワウソやニホンザルに加えて、「サクラ」と名付けた愛犬の剥製がある。植物標本には日本人妻お滝からHydrangea otaksaと命名したアジサイの標本や、伊藤圭介が贈呈した標本帖などがある。
また、高橋景保、土生玄碩から入手した地図や、川原慶賀作の風景画、写生画なども展示されている。

## ギャラリー

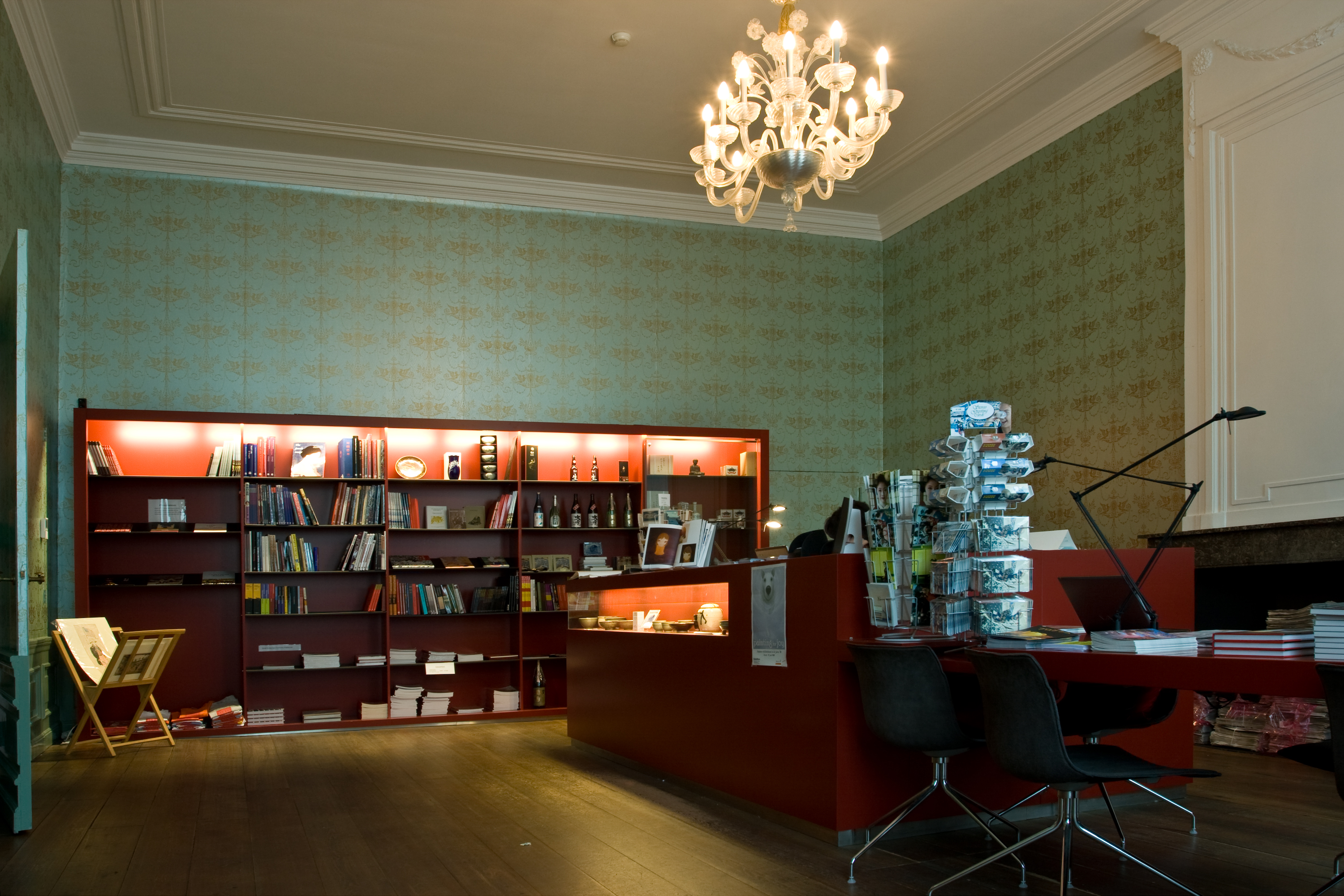
受付、売店
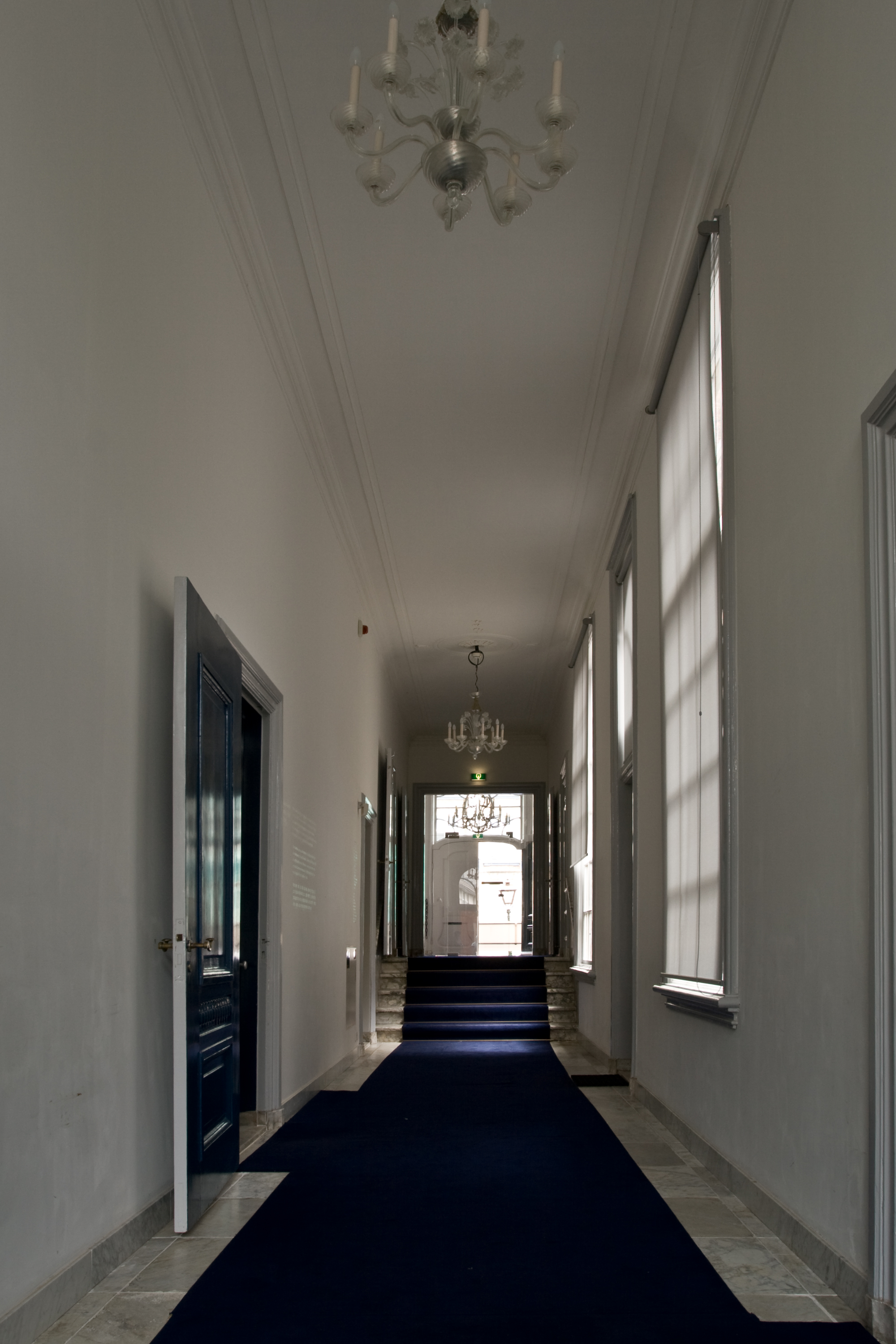
廊下
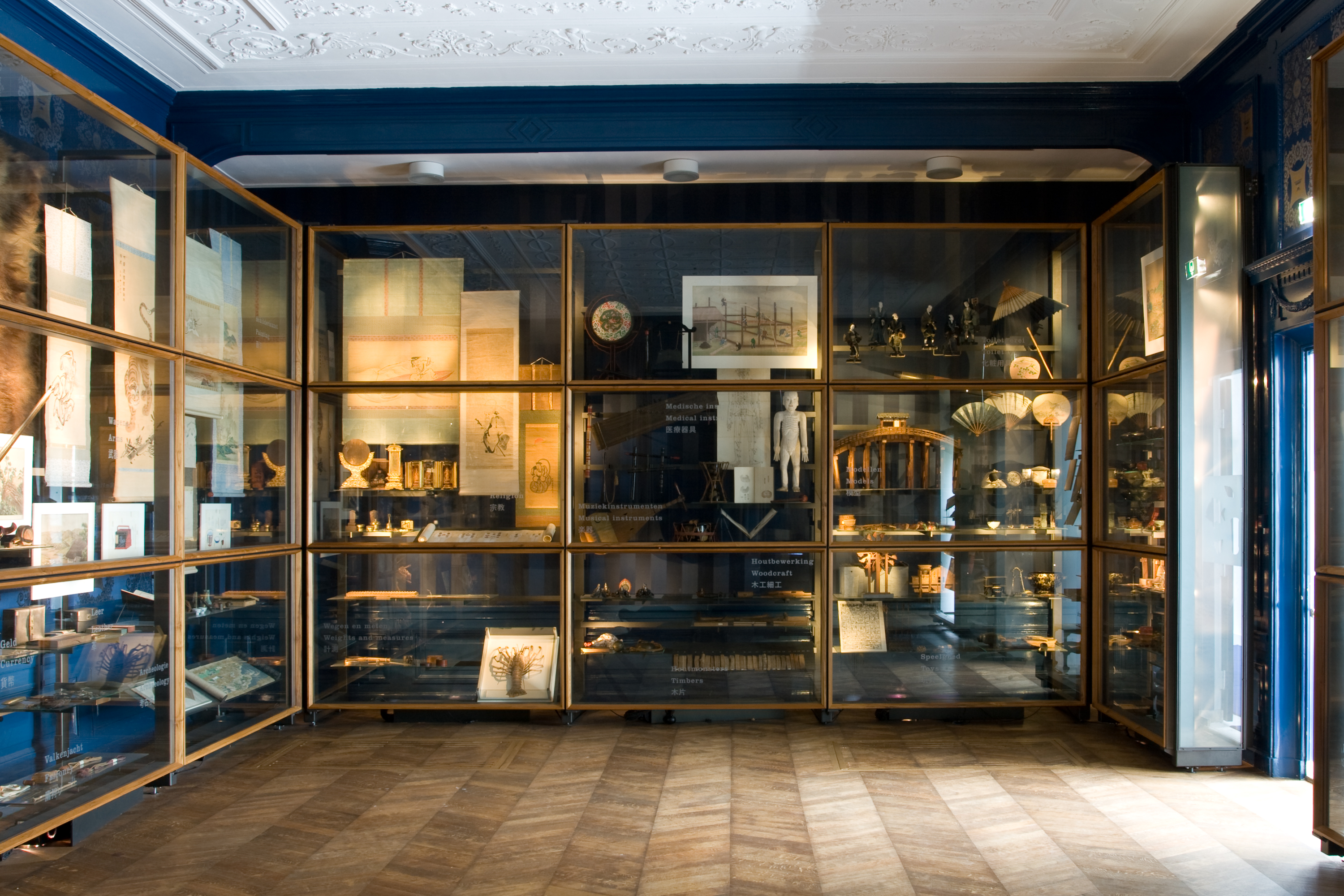
展示室
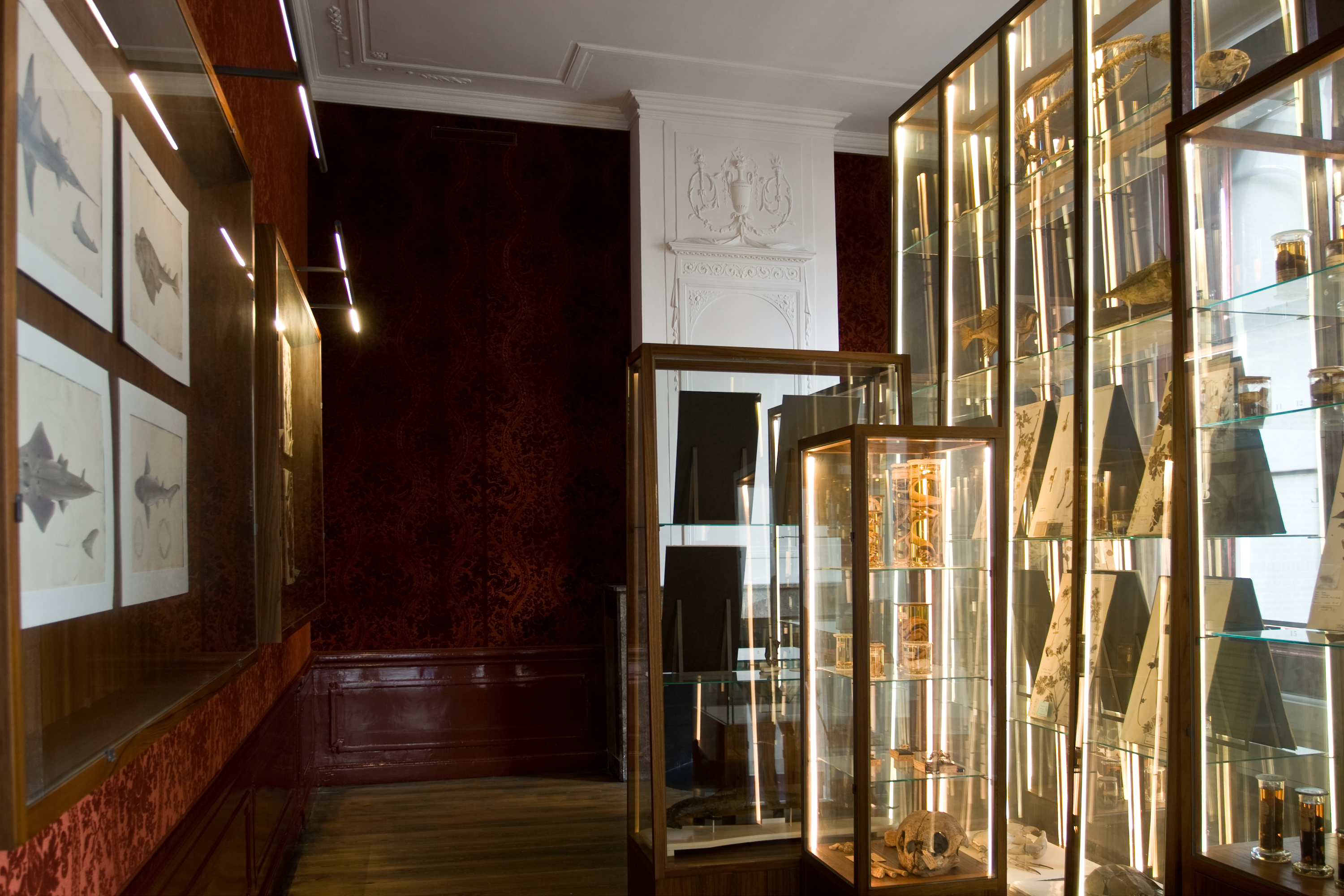
植物相、動物相の間
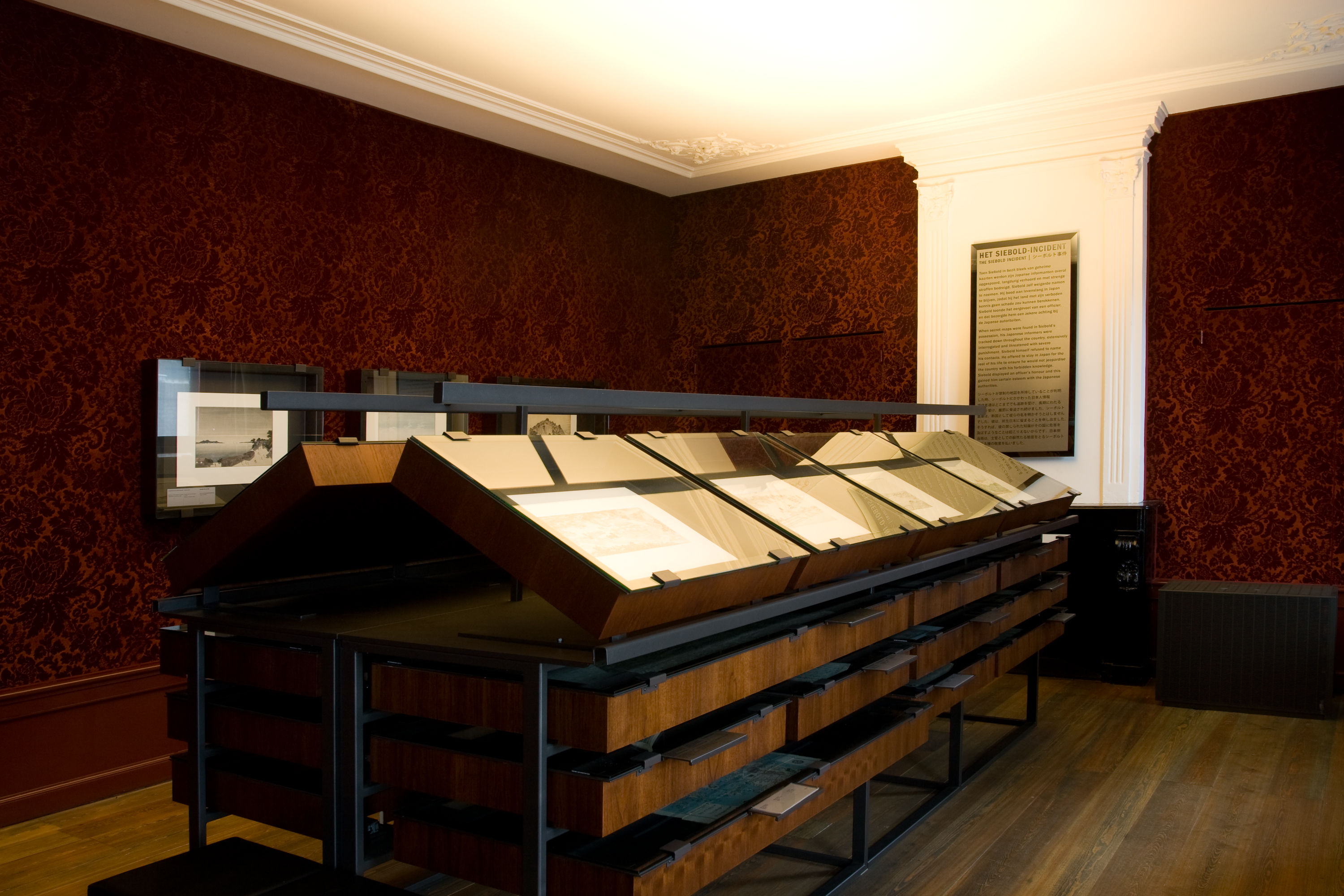
地図の間
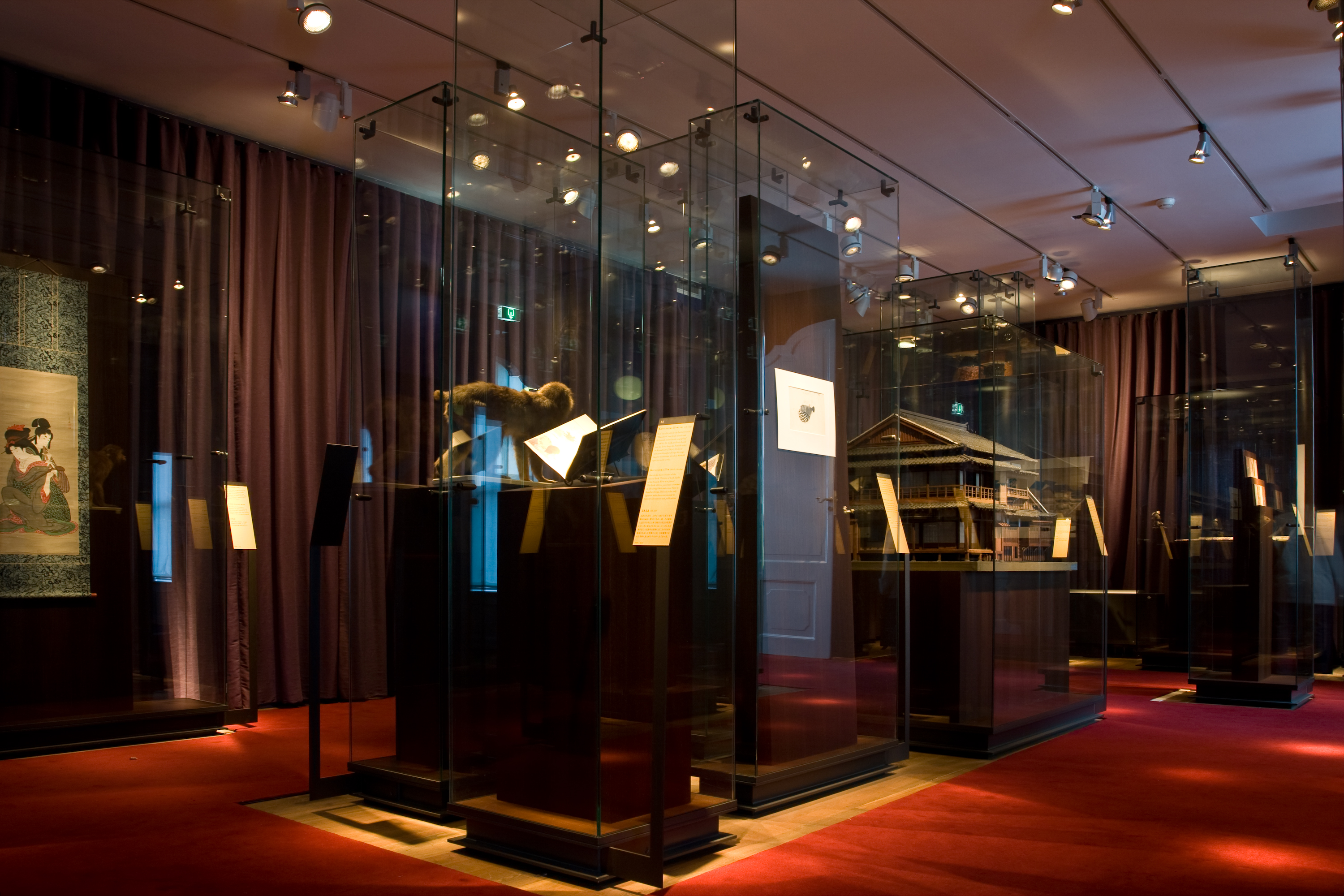
秘蔵品の間